# Siskiyu armilla
Genre
Espèce
Siskiyu armilla, unique représentant du genre Siskiyu, est une espèce d'araignées aranéomorphes de la famille des Cybaeidae.

## Distribution
Cette espèce est endémique des États-Unis. Elle se rencontre en Oregon dans le comté de Josephine et en Californie dans le comté de Siskiyou.

## Description
Le mâle holotype mesure 2,3 mm et la femelle paratype 2,9 mm.

## Systématique et taxinomie
Cette espèce a été décrite par Hedin, Ramírez et Monjaraz-Ruedas en 2025.
Ce genre a été décrit par Hedin, Ramírez et Monjaraz-Ruedas en 2025 dans les Cybaeidae.

## Publication originale
- Hedin, Ramírez & Monjaraz-Ruedas, 2025 : « Phylogenomics of North American cybaeid spiders (Araneae, Cybaeidae), including the description of new taxa from the Klamath Mountains Geomorphic Province. » ZooKeys, vol. 1226, p. 47-75 (texte intégral). : .